# Emsa (Unternehmen)
Die Emsa GmbH ist ein Hersteller von Haushaltswaren mit Sitz in Emsdetten, Nordrhein-Westfalen, und gehört seit 2016 zur französischen Groupe SEB.

## Geschichte
Die Wurzeln des Unternehmens liegen in der am 1. April 1949 von Franz Wulf gegründeten „Franz Wulf & Co Plasticwarenfabrik“ in Greven bei Münster. Sie nahm 1953 den Produktionsbetrieb auf. Das erste Produkt des Unternehmens war ein Schmetterling aus Kunststoff, der als Tropfenfänger für Kaffeekannen verwendet wurde. Daneben stellte das Unternehmen in den frühen 1950er-Jahren auch von Hand genähte Spritzbeutel mit Metalltüllen und Teigrädchen her.
Am 1. Oktober 1956 bezog das Unternehmen größere Räumlichkeiten in Emsdetten und nahm Artikel zur Garten- und Blumenpflege in das Sortiment auf.
1958 wurde „EMSA Plastic“ als Warenzeichen eingetragen. In der Weimarer Republik und noch im NS-Staat gab es die Emsa-Schuhartikelfabrik in Rostock des jüdischen Inhabers Max-Samuel, die 1939 enteignet wurde. Eine Beziehung besteht dazu nicht.
Am 29. Dezember 1964 erfolgte die Umfirmung in Emsa-Werk; die Namensgebung lehnte sich an die Region um Emsdetten und an die durchfließende Ems an.
Die Produktion wurde in den 1960er und 1970er Jahren auf Pflanzgefäße, Tisch- und Küchenserien sowie Frischhaltedosen erweitert. 1971 wurde das Firmen-Logo – ein weißer Schriftzug mit Minuskeln auf einem roten Kreis – eingeführt, welches bis heute als Markenzeichen verwendet wird.

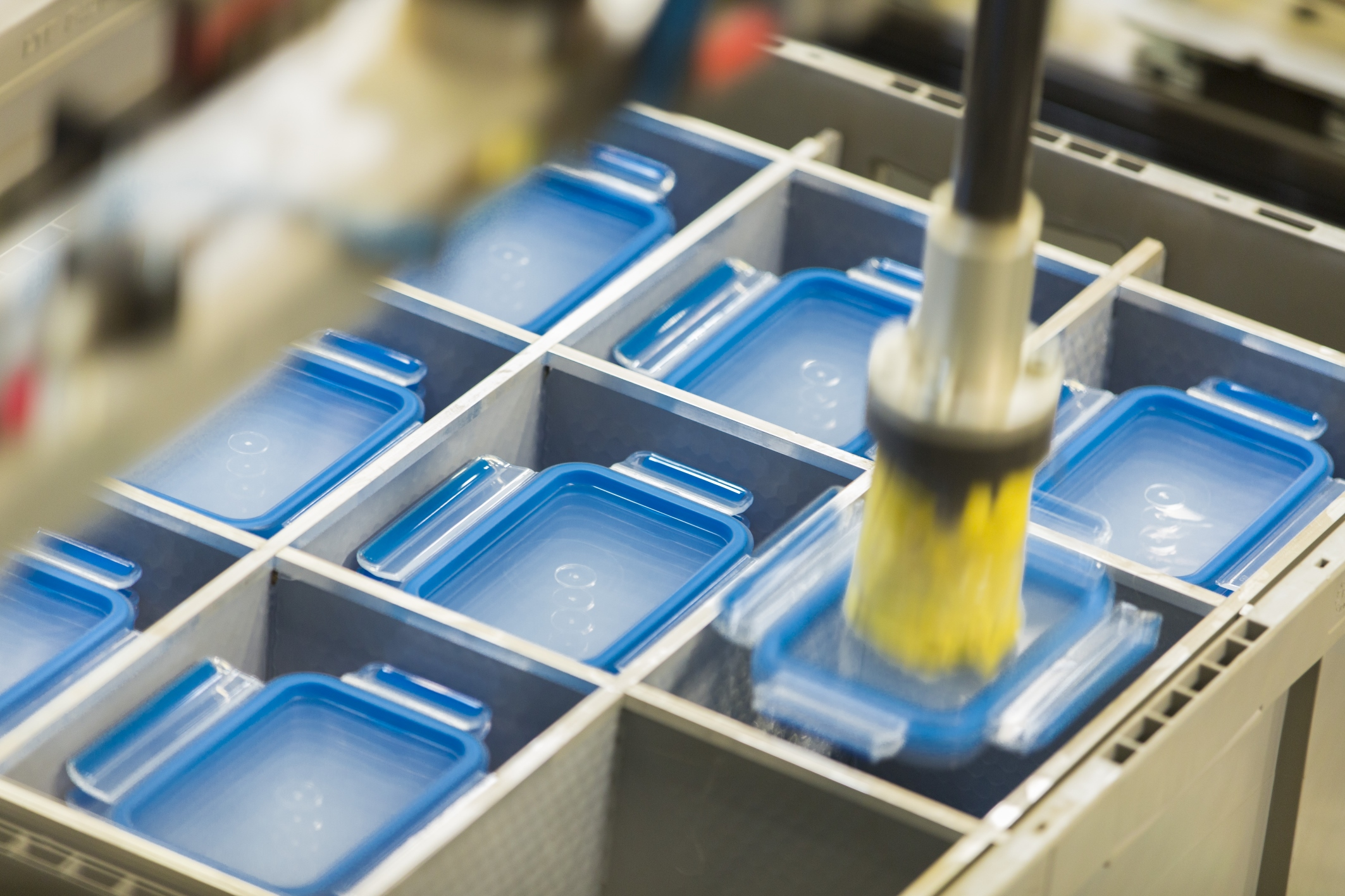
Frischhaltedose Clip & Close in der Produktion

Ab 1982 nahm das Emsa-Werk Kunststoff-Isolierkannen in die Produktion auf, die heute eines der größten Geschäftsfelder sind. Mit der Quick-Tip-Isolierkanne folgte die zweite Generation der Kunststoff-Isolierkanne im Jahr 1995.
2004 kam die erste Frischhaltedose mit der so genannten Clip-Deckel-Technologie auf den Markt. Ab 2011 wurde die Dichtung der Frischhaltedosen direkt in den Deckel eingespritzt.
Das Garten-Sortiment wurde 2008 um handgefertigte Pflanzgefäße und Brunnen aus Fiberglas erweitert, die seither unter der Marke Esteras vertrieben werden.
Unter anderem für die Weiterentwicklung der Produkte mit Clip-Deckel-Technologie investierte Emsa zwischen 2008 und 2012 am Standort Emsdetten einen zweistelligen Millionenbetrag in neue Herstellungsverfahren.
Im Mai 2016 wurde Emsa mit wirtschaftlicher Wirkung zum 31. Dezember 2015 vom französischen Konzern SEB übernommen.
Neben dem Hauptsitz in Emsdetten hatte das Unternehmen bei der Übernahme Produktionsstandorte in Taicang (China) und Ho-Chi-Minh-Stadt (Vietnam). Heute (2024) produziert Emsa noch in Emsdetten und Taicang.
Zum 30. Juni 2020 veräußerte Emsa die Gartensparte an das französische Unternehmen Poétic SAS.

## Auszeichnungen
Wiederholt wurden Emsa-Produkte in der Kategorie „Product Design“ mit dem Red Dot Design Award ausgezeichnet. Darüber hinaus wurde der Emsa GmbH nach 2014 und 2015 für ihre Produktentwicklung im Jahr 2016 zum dritten Mal in Folge der Top-100-Innovationspreis verliehen.